# Lover (Album)
Lover ist das siebte Studioalbum der US-amerikanischen Popsängerin Taylor Swift. Es wurde am 23. August 2019 über die Labels Republic Records und Taylor Swift Productions veröffentlicht.

## Hintergrund
Ein Countdown auf Swifts Website, der bis zum 26. April Mitternacht ging, diente als Ankündigung für ihre Singleauskopplung Me!, welche sie mit Brendon Urie aufnahm. Der Countdown war zusätzlich weltweit auf Werbetafeln zu sehen. Me! erschien zusammen mit einem Musikvideo, in welchem Taylor Swift zahlreiche Hinweise auf neue Songs und das Album versteckte. Weiterhin eröffneten Swift und Urie die Billboard Music Awards 2019 mit einer Live-Performance des Songs.
Am 13. Juni 2019 kündigte sie die zweite Single You Need to Calm Down und das neue Album in einem Instagram-Livestream an. You Need to Calm Down wurde am 14. Juni 2019 als Lyric-Video veröffentlicht. Am 17. Juni 2019 erschien das offizielle Musikvideo dazu.
Am 23. Juli 2019 veröffentlichte Swift The Archer als erste Promo-Single des Albums. Sie kündigte den Song erneut in einem Livestream an, in welchem sie auch die 4 Deluxe-Editionen des Albums vorstellte.
Die dritte Single Lover wurde am 16. August 2019 veröffentlicht und mit der Veröffentlichung des Albums wurde auf YouTube das Musikvideo als Premiere hochgeladen.
The Man wurde als vierte Single aus Lover ausgekoppelt und erreichte die US-Popradios am 27. Januar. Einen Monat später erschien das Musikvideo des Songs. Swift spielte in diesem nicht nur die Hauptrolle, sondern führte erstmals alleine Regie.
Am 19. Oktober 2023 erschien, über 4 Jahre nach Erscheinen des Albums, der Song Cruel Summer als fünfte und letzte Single.

## Covergestaltung
Das Albumcover wurde von der kolumbianischen Künstlerin Valheria Rocha gestaltet. Es zeigt Swift auf einem Hintergrund aus rosafarbenen Wolken, über ihrem Kopf steht der Albumtitel Lover in kursiver, pinker Schreibschrift. Swift ist hier nach dem Porträttypus des Bruststücks dargestellt, sie trägt ein weißes T-Shirt, ihre Haare sind offen und die Haarspitzen blau gefärbt. Um ihr rechtes Auge klebt der pinkfarbene Umriss eines Herzens.

## Titelliste
| Nr.          | Titel                                           | Autor(en)                                                       | Produktion                                       | Länge |
| ------------ | ----------------------------------------------- | --------------------------------------------------------------- | ------------------------------------------------ | ----- |
| 1.           | I Forgot That You Existed                       | Taylor Swift, Adam King Feeney, Louis Bell                      | Taylor Swift, Adam King Feeney, Louis Bell       | 2:50  |
| 2.           | Cruel Summer                                    | Taylor Swift, St.Vincent, Jack Antonoff                         | Taylor Swift, Jack Antonoff                      | 2:58  |
| 3.           | Lover                                           | Taylor Swift                                                    | Taylor Swift, Jack Antonoff                      | 3:41  |
| 4.           | The Man                                         | Taylor Swift, Joel Little                                       | Taylor Swift, Joel Little                        | 3:10  |
| 5.           | The Archer                                      | Taylor Swift, Jack Antonoff                                     | Taylor Swift, Jack Antonoff                      | 3:31  |
| 6.           | I Think He Knows                                | Taylor Swift, Jack Antonoff                                     | Taylor Swift, Jack Antonoff                      | 2:53  |
| 7.           | Miss Americana & the Heartbreak Prince          | Taylor Swift, Joel Little                                       | Taylor Swift, Joel Little                        | 3:54  |
| 8.           | Paper Rings                                     | Taylor Swift, Jack Antonoff                                     | Taylor Swift, Jack Antonoff                      | 3:42  |
| 9.           | Cornelia Street                                 | Taylor Swift                                                    | Taylor Swift, Jack Antonoff                      | 4:47  |
| 10.          | Death by a Thousand Cuts                        | Taylor Swift, Jack Antonoff                                     | Taylor Swift, Jack Antonoff                      | 3:18  |
| 11.          | London Boy                                      | Taylor Swift, Cautious Clay, Mark Anthony Spears, Jack Antonoff | Taylor Swift, Mark Anthony Spears, Jack Antonoff | 3:10  |
| 12.          | Soon You’ll Get Better (featuring Dixie Chicks) | Taylor Swift, Jack Antonoff                                     | Taylor Swift, Jack Antonoff                      | 3:21  |
| 13.          | False God                                       | Taylor Swift, Jack Antonoff                                     | Taylor Swift, Jack Antonoff                      | 3:20  |
| 14.          | You Need to Calm Down                           | Taylor Swift, Joel Little                                       | Taylor Swift, Joel Little                        | 2:51  |
| 15.          | Afterglow                                       | Taylor Swift, Adam King Feeney, Louis Bell                      | Taylor Swift, Adam King Feeney, Louis Bell       | 3:43  |
| 16.          | Me! (featuring Brendon Urie)                    | Taylor Swift, Joel Little, Brendon Urie                         | Taylor Swift, Joel Little                        | 3:13  |
| 17.          | It’s Nice to Have a Friend                      | Taylor Swift, Adam King Feeney, Louis Bell                      | Taylor Swift, Adam King Feeney, Louis Bell       | 2:30  |
| 18.          | Daylight                                        | Taylor Swift                                                    | Taylor Swift, Jack Antonoff                      | 4:53  |
| Gesamtlänge: | Gesamtlänge:                                    | Gesamtlänge:                                                    | Gesamtlänge:                                     | 61:48 |

## Kommerzieller Erfolg

### Chartplatzierungen

#### Album
| ChartsChartplatzierungen       | Höchstplatzierung | Wochen |
| ------------------------------ | ----------------- | ------ |
| Deutschland (GfK)              | 2 (… Wo.)         | …      |
| Österreich (Ö3)                | 2 (… Wo.)         | …      |
| Schweiz (IFPI)                 | 2 (… Wo.)         | …      |
| Vereinigtes Königreich (OCC)   | 1 (… Wo.)         | …      |
| Vereinigte Staaten (Billboard) | 1 (… Wo.)         | …      |

| ChartsJahrescharts (2019)      | Platzierung |
| ------------------------------ | ----------- |
| Deutschland (GfK)              | 88          |
| Österreich (Ö3)                | 63          |
| Schweiz (IFPI)                 | 73          |
| Vereinigtes Königreich (OCC)   | 24          |
| Vereinigte Staaten (Billboard) | 4           |

| ChartsJahrescharts (2020)      | Platzierung |
| ------------------------------ | ----------- |
| Vereinigtes Königreich (OCC)   | 37          |
| Vereinigte Staaten (Billboard) | 15          |

| ChartsJahrescharts (2021)      | Platzierung |
| ------------------------------ | ----------- |
| Vereinigtes Königreich (OCC)   | 83          |
| Vereinigte Staaten (Billboard) | 61          |

| ChartsJahrescharts (2022)      | Platzierung |
| ------------------------------ | ----------- |
| Vereinigtes Königreich (OCC)   | 43          |
| Vereinigte Staaten (Billboard) | 49          |

| ChartsJahrescharts (2023)      | Platzierung |
| ------------------------------ | ----------- |
| Deutschland (GfK)              | 42          |
| Österreich (Ö3)                | 12          |
| Schweiz (IFPI)                 | 43          |
| Vereinigtes Königreich (OCC)   | 11          |
| Vereinigte Staaten (Billboard) | 9           |

| ChartsJahrescharts (2024)      | Platzierung |
| ------------------------------ | ----------- |
| Deutschland (GfK)              | 10          |
| Österreich (Ö3)                | 7           |
| Schweiz (IFPI)                 | 13          |
| Vereinigte Staaten (Billboard) | 9           |
| Vereinigtes Königreich (OCC)   | 17          |

#### Singles
| Jahr | Titel                                  | Höchstplatzierung, Gesamtwochen, AuszeichnungChartplatzierungen (Jahr, Titel, , Platzierungen, Wochen, Auszeichnungen, Anmerkungen) | Höchstplatzierung, Gesamtwochen, AuszeichnungChartplatzierungen (Jahr, Titel, , Platzierungen, Wochen, Auszeichnungen, Anmerkungen) | Höchstplatzierung, Gesamtwochen, AuszeichnungChartplatzierungen (Jahr, Titel, , Platzierungen, Wochen, Auszeichnungen, Anmerkungen) | Höchstplatzierung, Gesamtwochen, AuszeichnungChartplatzierungen (Jahr, Titel, , Platzierungen, Wochen, Auszeichnungen, Anmerkungen) | Höchstplatzierung, Gesamtwochen, AuszeichnungChartplatzierungen (Jahr, Titel, , Platzierungen, Wochen, Auszeichnungen, Anmerkungen) | Anmerkungen                                                                    |
| Jahr | Titel                                  | DE | AT | CH | UK | US | Anmerkungen                                                                    |
| --- | -------------------------------------- | --- | --- | --- | --- | --- | ------------------------------------------------------------------------------ |
| 2019 | Me!                                    | DE12 Gold · (8 Wo.)DE | AT7 Platin · (10 Wo.)AT | CH12 (10 Wo.)CH | UK3 Platin · (15 Wo.)UK | US2 ×2Doppelplatin · (20 Wo.)US | Erstveröffentlichung: 26. April 2019 Verkäufe: + 3.792.000; feat. Brendon Urie |
| 2019 | You Need to Calm Down                  | DE36 (9 Wo.)DE | AT21 Platin · (15 Wo.)AT | CH22 (13 Wo.)CH | UK5 Platin · (15 Wo.)UK | US2 ×3Dreifachplatin · (21 Wo.)US                                                                                                   | Erstveröffentlichung: 14. Juni 2019 Verkäufe: + 4.670.000                      |
| 2019 | The Archer                             | — | — | — | UK43 Silber · (4 Wo.)UK | US38 (3 Wo.)US | Erstveröffentlichung: 23. Juli 2019 Verkäufe: + 410.000; Promo-Single          |
| 2019 | Lover                                  | DE61 (2 Wo.)DE | AT47 Platin · (1 Wo.)AT | CH52 (4 Wo.)CH | UK14 Platin · (13 Wo.)UK | US10 ×2Doppelplatin · (22 Wo.)US | Erstveröffentlichung: 16. August 2019 Verkäufe: + 4.740.000                    |
| 2020 | The Man                                | — | AT66 (1 Wo.)AT | CH80 (1 Wo.)CH | UK21 Platin · (6 Wo.)UK | US23 Platin · (8 Wo.)US | Erstveröffentlichung: 27. Januar 2020 Verkäufe: + 2.120.000                    |
| 2023 | Cruel Summer                           | DE26 Gold · (56 Wo.)DE | AT18 Platin · (47 Wo.)AT | CH23 Gold · (65 Wo.)CH | UK2 ×3Dreifachplatin · (71 Wo.)UK                                                                                                   | US1 (… Wo.)US | Erstveröffentlichung: 19. Oktober 2023 Verkäufe: + 3.943.333                   |
| Folgende Lieder erschienen nicht als Single, wurden aber durch das Album zum Download und Streaming bereitgestellt und konnten somit eine Platzierung erlangen: |                                        | | | | | |                                                                                |
| |                                        | | | | | |                                                                                |
| 2019 | I Forgot That You Existed              | — | — | — | UK— SilberUK | US28 (2 Wo.)US | Charteinstieg: 7. September 2019 Verkäufe: + 325.000                           |
| 2019 | Paper Rings                            | — | — | — | UK— GoldUK | US45 (1 Wo.)US | Charteinstieg: 7. September 2019 Verkäufe: + 680.000                           |
| 2019 | Miss Americana & the Heartbreak Prince | — | — | — | UK— GoldUK | US49 (1 Wo.)US | Charteinstieg: 7. September 2019 Verkäufe: + 540.000                           |
| 2019 | I Think He Knows                       | — | — | — | UK— SilberUK | US51 (1 Wo.)US | Charteinstieg: 7. September 2019 Verkäufe: + 305.000                           |
| 2019 | Cornelia Street                        | — | — | — | UK— SilberUK | US57 (1 Wo.)US | Charteinstieg: 7. September 2019 Verkäufe: + 325.000                           |
| 2019 | London Boy                             | — | — | — | UK— SilberUK | US62 (1 Wo.)US | Charteinstieg: 7. September 2019 Verkäufe: + 325.000                           |
| 2019 | Soon You’ll Get Better                 | — | — | — | — | US63 (1 Wo.)US | Charteinstieg: 7. September 2019 Verkäufe: + 55.000; feat. Dixie Chicks        |
| 2019 | Death by a Thousand Cuts               | — | — | — | UK— SilberUK | US67 (1 Wo.)US | Charteinstieg: 7. September 2019 Verkäufe: + 325.000                           |
| 2019 | Afterglow                              | — | — | — | UK— SilberUK | US75 (1 Wo.)US | Charteinstieg: 7. September 2019 Verkäufe: + 325.000                           |
| 2019 | False God                              | — | — | — | UK— SilberUK | US77 (1 Wo.)US | Charteinstieg: 7. September 2019 Verkäufe: + 305.000                           |
| 2019 | Daylight                               | — | — | — | UK— SilberUK | US89 (1 Wo.)US | Charteinstieg: 7. September 2019 Verkäufe: + 325.000                           |
| 2019 | It’s Nice to Have a Friend             | — | — | — | — | US92 (1 Wo.)US | Charteinstieg: 7. September 2019 Verkäufe: + 35.000                            |

### Auszeichnungen für Musikverkäufe
| Land/Region                  | Auszeichnungen für Musikverkäufe (Land/Region, Auszeichnung, Verkäufe) | Verkäufe  |
| ---------------------------- | ---------------------------------------------------------------------- | --------- |
| Australien (ARIA)            | 4× Platin                                                              | 280.000   |
| Belgien (BRMA)               | Platin                                                                 | 20.000    |
| Brasilien (PMB)              | 2× Platin                                                              | 80.000    |
| Dänemark (IFPI)              | 3× Platin                                                              | 60.000    |
| Deutschland (BVMI)           | Platin                                                                 | 200.000   |
| Finnland (IFPI)              | Gold                                                                   | 10.000    |
| Frankreich (SNEP)            | Platin                                                                 | 100.000   |
| Italien (FIMI)               | Platin                                                                 | 50.000    |
| Kanada (MC)                  | 7× Platin                                                              | 560.000   |
| Neuseeland (RMNZ)            | 6× Platin                                                              | 90.000    |
| Norwegen (IFPI)              | Platin                                                                 | 20.000    |
| Österreich (IFPI)            | Platin                                                                 | 15.000    |
| Polen (ZPAV)                 | 3× Platin                                                              | 60.000    |
| Portugal (AFP)               | 2× Platin                                                              | 14.000    |
| Schweiz (IFPI)               | Gold                                                                   | 10.000    |
| Singapur (RIAS)              | Platin                                                                 | 10.000    |
| Spanien (Promusicae)         | Gold                                                                   | 20.000    |
| Vereinigte Staaten (RIAA)    | 3× Platin                                                              | 3.000.000 |
| Vereinigtes Königreich (BPI) | 3× Platin                                                              | 900.000   |
| Insgesamt                    | 3× Gold · 40× Platin ·                                                 | 5.499.000 |

Hauptartikel: Taylor Swift/Auszeichnungen für Musikverkäufe/Alben